# Anita Meyer
Anita Meyer (Rotterdam, 29 octobre 1954) est une chanteuse néerlandaise. 